# Charles Emil Lewenhaupt
Charles Emil Lewenhaupt el Mayor (28 de marzo de 1691– 4 de agosto de 1743) fue un general sueco.

## Biografía
Nació el 28 de marzo de 1691, hijo del conde y teniente general Carl Gustaf Löwenhaupt y la condesa Amalia Königsmarck. Con 16 años, Lewenhaupt ingresó al ejército alemán donde fue promovido al rango de capitán en 1709. El año siguiente ingresó al ejército sueco. Fue ascendido a teniente coronel y participó en la batalla de Gadebusch en 1712. En 1722 ascendió a mayor general. En la régimen de 1741 fue un factor en la decisión a guerra de sueldo contra el Imperio Ruso.
Tras la guerra, el 20 de junio de 1743, Lewenhaupt fue sentenciado a muerte por mal desempeño y mala conducta en la guerra. La ejecución fue puesta el 20 de julio, y aplazado más tarde al 30 de julio. Su hijo y su pequeño grupo de partidarios lograron liberarlo, pero fue nuevamente arrestado cuándo estaba a bordo un barco en el archipiélago de Estocolmo con destino hacia Danzig. El 4 de agosto de 1743 Lewenhaupt fue decapitado en Norrtull en Estocolmo.

## Vida privada
En 1720 Lewenhaupt se casó con Beata Cronhielm. La pareja tuvo un hijo, Charles Emil Lewenhaupt el más Joven (1721–1796).

## Lectura próxima
- Svenskt biografiskt handlexikon, 1906 (disponible en línea en Proyecto Runeberg http://runeberg.org/sbh/b0042.html)

- Datos: Q2731755
- Multimedia: Charles Emil Lewenhaupt (1691-1743) / Q2731755